# Ansonia
Ansonia är en stad i New Haven County, Connecticut, USA, med 18 554 invånare (2000).